# Je voudrais la connaître
Singles de Patricia Kaas
Quand j'ai peur de tout Les lignes de nos mains
Pistes de Dans ma chair
Je sais Fais-moi l'amitié
Je voudrais la connaître est une chanson écrite et composée par Jean-Jacques Goldman et interprétée par la chanteuse française Patricia Kaas en 1997.

## Historique
Dans cette chanson qui aborde le thème de la traîtrise, une femme souhaite en savoir plus sur la personne avec qui son homme l'a trompée.
Le single est le deuxième extrait de l'album studio Dans ma chair.
Dans l'émission 20h30 le dimanche du 2 février 2025 sur France 2, Patricia Kaas annonce avoir interprété une version remaniée qu'elle aimerait partager avec le public prochainement.